# センスアップドライブメモ
くるまのことラジオは、日本の一部民放ラジオ局で放送しているラジオ番組である。長らく「センスアップドライブメモ」のタイトルで放送していたが、2015年7月に「GO GO！クルマガジン」、以降も「くるまなび」→「くるまのことラジオ」と改題している。

## 内容
センスアップできるドライブテクニックを紹介する。

## パーソナリティ
- 三井ゆり(1990年代ごろに担当)
- 神原智己

## ネット局・放送時間
2016年4月現在
- 山梨放送：土 16:45 - 16:50（3～4月は「花粉情報」で休止）
- 福井放送：火 - 金 17:45 - 17:50
- 山口放送：日 16:55 - 17:00
- 四国放送：月 - 金 5:55 - 5:58（「Brand-New Morning」内）
- 宮崎放送：月 - 金 5:25 - 5:30

過去
- 秋田放送：月 - 金 16:20 - 16:25
- 静岡放送：週1
- 西日本放送：月 - 金
- 高知放送：月 - 金 8:20 - 8:25（ - 2015年3月）
- 大分放送：土曜 7:55 - 8:00
- 南日本放送：週1

| スタブアイコン | サブスタブ | この項目は、まだ閲覧者の調べものの参照としては役立たない、ラジオ番組に関連した書きかけの項目です。この項目を加筆・訂正などしてくださる協力者を求めています（P:ラジオ/PJ:放送番組）。 |